# Heinrich Simon (Politiker, 1805)

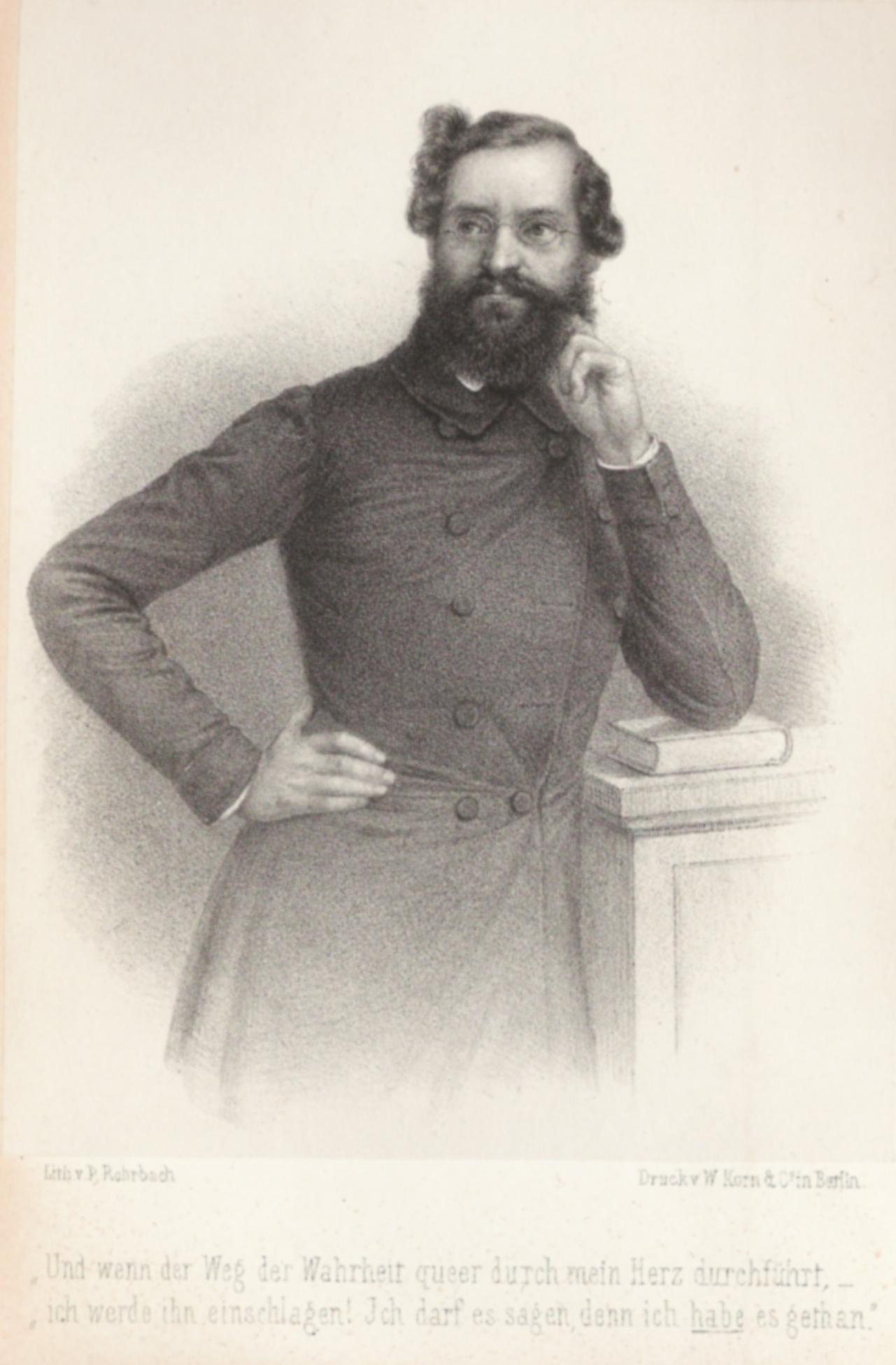
August Heinrich Simon

August Heinrich Simon (* 29. Oktober 1805 in Breslau; † 16. August 1860 im Walensee, Schweiz) war ein deutscher demokratischer Politiker. In der Frankfurter Nationalversammlung war er Mitglied im Verfassungsausschuss. Seine Vereinbarung mit Heinrich von Gagern über Abstimmungen zur Frankfurter Reichsverfassung nennt man den Pakt Simon-Gagern.

## Leben
Simon studierte von 1824 bis 1827 Rechtswissenschaften sowie Kameralwissenschaften an den Universitäten Berlin und Breslau. 1824 wurde er Mitglied der Alten Breslauer Burschenschaft.
1827 trat er in den preußischen Staatsdienst ein, wurde jedoch bereits 1829 wegen Tötung eines Duellgegners zu lebenslanger Festungshaft verurteilt und in Glogau interniert. Nach seiner Begnadigung 1830 arbeitete er zuerst als Hilfsarbeiter an Breslauer Gerichten und weiter in der regulären Laufbahn an Gerichten in Breslau, Berlin, Magdeburg und Frankfurt an der Oder. 1841 wechselte er in das preußische Kultusministerium. Er schrieb ein Preußisches Staatsrecht (1844), eine Polemik zugunsten der richterlichen Unabhängigkeit (1845 [Die Preußischen Richter und die Gesetze vom 29. März 1844]), die zu einer heftigen Kontroverse mit dem ehemaligen Justizminister v. Kamptz führte, und arbeitete über mehrere Auflagen an dem sog. Fünfmännerbuch mit (einem Kompendium primär zum Allgemeinen Landrecht). 1845 trat er nach Verweigerung eines Urlaubs, den er zur Vorbereitung weiterer Publikationen benötigte, und aus politischen Gründen aus dem preußischen Staatsdienst aus und arbeitete als freier Publizist zusammen mit Robert Blum. 1847 wurde er wegen Majestätsbeleidigung gegenüber Friedrich Wilhelm IV. angeklagt.
1848 war er neben seiner Abgeordnetentätigkeit im preußischen Landtag Delegierter im Vorparlament, wo er die Funktion des Sekretärs wahrnahm und anschließend Mitglied des Fünfzigerausschusses. Vom 18. Mai 1848 bis zum 18. Juni 1849 vertrat er Magdeburg in der Frankfurter Nationalversammlung. Hierbei verschaffte er als Führer der Fraktion Westendhall nach anfänglichem Widerstreben den Erbkaiserlichen um Heinrich von Gagern die Mehrheit bei der Festlegung eines erblichen Staatsoberhaupts in der Paulskirchenverfassung.
Vom 6. Juni bis zum 18. Juni 1849 war Simon Mitglied der vom Rumpfparlament eingesetzten Exekutive, der provisorischen Reichsregentschaft. Nach der Niederschlagung der Deutschen Revolution von 1848/1849  floh er im Juli des gleichen Jahres in die Schweiz und wurde anschließend in Abwesenheit aufgrund seiner Zugehörigkeit zur Reichsregentschaft wegen Hochverrats zu lebenslangem Zuchthaus verurteilt.
In der Schweiz wurde er unternehmerisch tätig und betrieb landwirtschaftliche Güter, außerdem beteiligte er sich an Steinbrüchen sowie Kupferhütten. Die Universität Zürich verlieh ihm 1851 die Ehrendoktorwürde.
Seine Schwester Marie, die mit dem bereits 1842 verstorbenen Bonner Rechtsprofessor Gustav Gaertner verheiratet war, folgte ihm offenbar in die Schweiz, nachdem sie einen politischen Roman über die Revolution mit Vorwort ihres Bruders veröffentlicht hatte. Maries Tochter Johanna, Simons Nichte, heiratete 1857 den in Chur tätigen Rechtsanwalt Carl Hilty, der zum Ende des Jahrhunderts einer der wichtigsten Staatsrechtler sowie Nationalrat und vielgelesener Ethiker wurde.
1860 ertrank Heinrich Simon bei Murg am Walensee.